# Liste der sardinischen Gesandten in Österreich
Liste der piemontesischen und sardinischen Gesandten in Österreich.

## Gesandte
- 1691–1701: Ercole Turinetti de Prié (1658–1726)

...
- 1711–1713: Pietro de Mellarède (1659–1730)
- 1718–1718: Carlo Filippa di Ussolo
- 1718–1720: Giuseppe Gaetano Carron[1] (1670–1748)
- 1720–1732: Giuseppe Roberto Solaro di Breglio[2] (1680–1764)
- 1732–1737: Antonio Maurizio Solaro (1689–1762)
- 1737–1740: Girolamo Luigi Malabaila di Canale[3] (1704–1773), Gesandter

1740–1748: Unterbrechung der Beziehungen infolge des Österreichischen Erbfolgekriegs
- 1752–1773: Ludwig von Canal (1704–1773), Minister
- 1773–1774: Lorenzo Montagnini di Mirabello (1730–1790)
- 1774–1777: Filippo Maria Giuseppe Ponte di Scarnafigi (1730–1788)
- 1777–1781: Filippo Vivalda (–1808)
- 1781–1786: Pietro Giuseppe Graneri (1730–1797)
- 1786–1794: Luigi Giuseppe Arborio Gattinara di Breme[4] (1754–1828)
- 1794–1799: Carlo Amico di Castellalfero[5] (1758–1832)
- 1799–1801: Alessandro di Vallesa[6] (1765–1823)
- 1803–1812: Giuseppe Alessandro Ganières (–1812)
- 1812–1815: vakant
- 1815–1822: Gioacchino Alessandro Rossi (1757–1827)
- 1822–1834: Carlo Beraudo di Pralormo[7] (1784–1855)
- 1834–1835: Ermolao Asinari di San Marzano (1800–1864), Gt
- 1835–1846: Vittorio Amedeo Balbo Bertone di Sambuy (1793–1846)
- 1846–1848: Alberto Ricci (1808–1876)

1848 bis 1849: Unterbrechung der Beziehungen infolge des Ersten Ital. Unabhängigkeitskriegs
- 1850–1853: Adriano Thaon di Revel (1813–1854)
- 1853–1857: Giovanni Cantono di Ceva (1824–1911), Gt
- 1857–1859: Resident in München

1859: Abbruch der Beziehungen infolge des Zweiten Ital. Unabhängigkeitskriegs, ab 1866: Gesandter des Königreich Italien